# Al-Dżahiz
Al-Dżahiz (ur. ok. 776 w Basrze, zm. 869 w Basrze) – arabski uczony i pisarz, zajmujący się filologią, teorią literatury, teologią, naukami przyrodniczymi i społecznymi.

## Życiorys
Zaliczany do reprezentantów literatury dydaktyczno-rozrywkowej (adabowej). Rezydent dworu w Bagdadzie. Autor m.in. traktatu o retoryce oraz 7-tomowego wydania encyklopedycznego Kitab al-hajawan (Księga zwierząt ), Księgi wymowy i jasnego wykładu, Księgi korony: o moralności królów, Księgi skąpców. Zmarł we własnej bibliotece, według legendy został przygnieciony książkami.